# Останинский сельсовет (Новосибирская область)
Останинский сельсовет — сельское поселение в Северном районе Новосибирской области Российской Федерации.
Административный центр — село Останинка.

## История
Статус и границы сельского поселения установлены Законом Новосибирской области от 2 июня 2004 года № 200-ОЗ «О статусе и границах муниципальных образований Новосибирской области»

## Население
| 2002 | 2010 | 2012 | 2013 | 2014 | 2015 | 2016 |
| ---- | ---- | ---- | ---- | ---- | ---- | ---- |
| 283  | ↘233 | ↘227 | ↘215 | ↘214 | ↗216 | ↘213 |
| 2017 | 2018 | 2019 | 2020 | 2021 |      |      |
| ↗215 | ↘212 | ↘208 | ↘203 | ↘197 |      |      |

## Состав сельского поселения
| № | Населённый пункт | Тип населённого пункта       | Население |
| - | ---------------- | ---------------------------- | --------- |
| 1 | Надеждинка       | деревня                      | →1        |
| 2 | Останинка        | село, административный центр | ↘232      |